# Galeopsomyia itauna
Galeopsomyia itauna is een vliesvleugelig insect uit de familie Eulophidae. De wetenschappelijke naam is voor het eerst geldig gepubliceerd in 2009 door Perioto & Costa.